# Grandcourt, Somme
Grandcourt là một xã ở tỉnh Somme, vùng Hauts-de-France, Pháp.

## Địa lý
Thị trấn này tọa lạc trên đường D151, khoảng 25 dặm Anh về phía đông bắc của Amiens, bên hai bờ sông Ancre.

## Dân số
| 1962                                                           | 1968 | 1975 | 1982 | 1990 | 1999 |
| -------------------------------------------------------------- | ---- | ---- | ---- | ---- | ---- |
| 177                                                            | 194  | 180  | 190  | 185  | 176  |
| Số liệu điều tra dân số từ năm 1962, dân số không tính hai lần |      |      |      |      |      |